# Esiliiga 1992-1993
L'Esiliiga 1992-1993 fu la seconda edizione della seconda serie del campionato di calcio estone.
La stagione si concluse con la vittoria finale del Tervis Pärnu, che fu promosso in Meistriliiga insieme al Sadam Tallinn.

## Formula
Diversamente dalla stagione precedente, il campionato fu disputato in un'unica fase con un girone di andata e un girone di ritorno.
Le squadre passarono da otto a nove (anche se inizialmente ne erano previste dieci); le prime due classificate sarebbero state promosse direttamente in Meistriliiga, senza più passare per lo spareggio, mentre l'ultima sarebbe retrocessa in II Liiga.

## Squadre partecipanti
| Club                  | Città        | Stagione precedente                |
| --------------------- | ------------ | ---------------------------------- |
| Järvamaa              | Paide        | 8° in Esiliiga come KEK Paide      |
| Irbis Kiviõli         | Kiviõli      | 7° in Esiliiga                     |
| Kreenholm Narva       | Narva        | 1° in Esiliiga                     |
| Lokomotiiv Valga      | Valga        | 3° in Esiliiga                     |
| Olümpia Maardu        | Maardu       | 14° in Meistriliiga come FK Maardu |
| Peipsi Kalur Kallaste | Kallaste     | 5° in Esiliiga                     |
| Pena Kohtla-Järve     | Kohtla-Järve | 1° in II Liiga                     |
| Sadam Tallinn         | Tallinn      | 2° in II Liiga                     |
| Tervis Pärnu          | Pärnu        | 6° in Esiliiga come KEK Pärnu      |

## Classifica finale
|  | Pos. | Squadra               | Pt | G  | V  | N | P  | GF | GS | DR  |
|  | ---- | --------------------- | -- | -- | -- | - | -- | -- | -- | --- |
|  | 1    | Tervis Pärnu          | 26 | 16 | 13 | 0 | 3  | 77 | 15 | +62 |
|  | 2    | Sadam Tallinn         | 26 | 16 | 12 | 2 | 2  | 52 | 14 | +38 |
|  | 3    | Kreenholm Narva       | 17 | 16 | 8  | 1 | 7  | 32 | 46 | -14 |
|  | 4    | Järvamaa              | 16 | 16 | 7  | 2 | 7  | 42 | 39 | +3  |
|  | 5    | Pena Kohtla-Järve     | 16 | 16 | 6  | 4 | 6  | 46 | 35 | +11 |
|  | 6    | Olümpia Maardu        | 14 | 16 | 6  | 2 | 8  | 24 | 40 | -16 |
|  | 7    | Irbis Kiviõli         | 13 | 16 | 6  | 1 | 9  | 30 | 46 | -16 |
|  | 8    | Lokomotiiv Valga      | 11 | 16 | 5  | 1 | 10 | 26 | 52 | -26 |
|  | 9    | Peipsi Kalur Kallaste | 5  | 16 | 2  | 1 | 13 | 13 | 56 | -43 |

### Verdetti
- Tervis Pärnu e Sadam Tallinn promossi in Meistriliiga 1993-1994
- Peipsi Kalur Kallaste retrocesso e in seguito non iscritto al campionato successivo.